# The Very Best of The Steve Miller Band
The Very Best of The Steve Miller Band è un album raccolta della Steve Miller Band, pubblicato dalla Arcade Records nel 1991.

## Tracce
1. Space Intro – 1:16 (Steve Miller) – Tratto dall'album Fly Like an Eagle (1976)
2. Fly Like an Eagle – 4:45 (Steve Miller) – Tratto dall'album Fly Like an Eagle (1976)
3. The Joker – 4:25 (Steve Miller, Eddie Curtis, Ahmet Ertegun) – Tratto dall'album The Joker (1973)
4. Abracadabra – 3:39 (Steve Miller) – Tratto dall'album Abracadabra (1982)
5. Give It up – 3:34 (Steve Miller) – Tratto dall'album Abracadabra (1982)
6. Rock 'N Me – 3:05 (Steve Miller) – Tratto dall'album Fly Like an Eagle (1976)
7. Macho City – 3:21 (Steve Miller) – Tratto dall'album Circle of Love (1981)
8. Serenade from the Stars – 3:11 (Steve Miller, Chris McCarty) – Tratto dall'album Fly Like an Eagle (1976)
9. Treshold – 1:05 (Steve Miller, Byron Allred) – Tratto dall'album Book of Dreams (1977)
10. Jet Airliner – 3:34 (Paul Pena) – Tratto dall'album Book of Dreams (1977)
11. Keeps Me Wondering Why – 3:39 (Gary Mallaber, Kenny Lewis) – Tratto dall'album Abracadabra (1982)
12. Jungle Love – 3:08 (Lonnie Turner, Greg Douglass) – Tratto dall'album Book of Dreams (1977)
13. Take the Money and Run – 2:49 (Steve Miller) – Tratto dall'album Fly Like an Eagle (1976)
14. True Fine Love – 2:39 (Steve Miller) – Tratto dall'album Book of Dreams (1977)
15. Wild Mountain Honey – 4:51 (Steve McCarty) – Tratto dall'album Fly Like an Eagle (1976)
16. Winter Time – 3:11 (Steve Miller) – Tratto dall'album Book of Dreams (1977)
17. The Stake – 3:56 (David Denny) – Tratto dall'album Book of Dreams (1977)
18. Swingtown – 3:28 (Steve Miller, Chris McCarty) – Tratto dall'album Book of Dreams (1977)
19. The Window – 4:17 (Steve Miller, Jason Cooper) – Tratto dall'album Fly Like an Eagle (1976)

## Musicisti
- Steve Miller - voce, chitarra, tastiere, electronics
- Lonnie Turner - basso (brani : 2, 6, 8, 10, 11, 12, 13, 14, 15, 16, 17, 18 & 19)
- Gerald Johnson - basso (brani : 2, 4, 5 & 7)
- Gary Mallaber - batteria (brani : 2, 4, 5, 6, 7, 8, 10, 11, 12, 13, 14, 15, 16, 17, 18 & 19)
- John King - batteria (brano : 3)
- Byron Allred - sintetizzatore (brani : 4, 5, 7, 9, 15 & 19)
- Kenny Lee Lewis - chitarra, basso (brano : 11)
- Greg Douglass - chitarra (brano : 12)
- Jacheem Young - organo (brano : 12)